# Metaxya
Metaxya, rod papratnica iz porodice Metaxyaceae, dio razreda Cyatheales. Rodu pripada šest vrsta iz tropske Amerike.

## Vrste
1. Metaxya contamanensis Tuomisto & Cárdenas
2. Metaxya elongata Tuomisto & Cárdenas
3. Metaxya lanosa A.R.Sm. & Tuomisto
4. Metaxya parkeri (Hook. & Grev.) J.Sm.
5. Metaxya rostrata (Kunth) C.Presl
6. Metaxya scalaris Tuomisto & Cárdenas